# Archi (comune)
Archi (Iìrchë in abruzzese) è un comune italiano di 1 921 abitanti della provincia di Chieti in Abruzzo. Fa parte della Comunità montana Valsangro.

## Geografia fisica
Il comune di Archi è situato su uno sperone roccioso che domina la Val di Sangro e la Valle dell'Aventino. Si estende per 2 818 ettari, in stretta connessione con lo sviluppo di Atessa. Si trova a 492 m s.l.m. e confina con i comuni di Perano, Atessa, Tornareccio, Bomba, Roccascalegna e Altino. È bagnata dal fiume Sangro. I maggiori rilievi sono costituiti dalla Serra, Colle della Guardia, Colle Bertoldo, Monte Rione e Colle Verri. Disteso sulla cresta di questo sperone, Archi è posta lungo gli itinerari dell'olio, per la sua produzione di notevole qualità e tutt'oggi conserva ancora degli elementi che consentono di riconoscerne il carattere prettamente storico medievale.
Il comune è adagiato su uno sperone roccioso che domina sia la Valle dell'Aventino che la Val di Sangro, e per quest'ultima caratteristica è soprannominato "Terrazza sul Sangro". Dal Comune è possibile allargare lo sguardo a valle scorgendo il cammino del fiume Sangro fino alla foce dell'Adriatico, dalla quale ben si distingue l'insenatura del Golfo di Venere. La Val di Sangro è una zona che si estende lungo il corso del fiume Sangro, nella zona meridionale della provincia di Chieti, sede di un importante agglomerato industriale ad indirizzo meccanico (Fiat-Sevel, Honda, ecc.), nonché di ricche risorse naturalistiche: Oasi di Serranella e il lago di Bomba (CH).

## Storia
Archi venne insediata già dall'uomo primitivo già dall'XI-VII secolo a.C. Lo testimoniano i reperti dell'insediamento più importante sul versante adriatico dell'Abruzzo durante l'età del bronzo finale, rinvenuti nel sito di Fonte Tasca di cui le opere difensive esistettero ancora in età ellenistica. Successivamente ai rinvenimenti dei signori Fulvio ed Elena Di Cristoforo (1974), furono intrapresi degli scavi condotti dall'archeologo Tommaso Di Fraia autorizzati dalla Soprintendenza alle Antichità dell'Abruzzo (dal 1975 al 1988), che riportarono alla luce il villaggio.
Nel Medioevo Archi fu un centro fortificato che, insieme a Casoli e Roccascalegna che, costituirono un triangolo difensivo che sbarrava il passaggio tra la Maiella orientale e il Sangro. Nel 1145 molti notarili parteciparono alla crociata in Terrasanta. In epoca normanna il paese è affidato a due militi gestiti da Marsilius Trogisii, poi, Carlo I d'Angiò la cedette per trenta once all'anno a Berardo. In seguito fu di varie famiglie tra cui: Carafa, De Secura, Guevara, Crispano, Pignatelli, Cardone ed infine fu degli Adimari marchesi di Bomba, i quali morirono senza eredi facendo cadere Archi al demanio regio. Piane d'Archi, invece, dal finire del XVIII secolo, fu dei Giustiniani.
Il nome del Comune, dai documenti del 1308 sino al XVIII secolo, cambiò varie volte, da "Terrotorium Arcanum - Terra Arcanum" a "Arci - Archi", solo nel XVIII secolo ebbe confermato il toponimo di "Archi", che deriverebbe dall'amenità del luogo, in cima alla cresta collinare in posizione strategica sul Sangro. Gli ultimi feudatari del paese furono gli Ardimanti Marchesi di Bomba. Il 10 agosto 1855 fu una data storica per il comune, dato che per decreto di Ferdinando II delle Due Sicilie, si richiesero i nomi dei creditori affittuari dei beni appartenenti a don Giovanni Adimari Marchese di Archi e Bomba, per poter concedere la proprietà dei stessi beni al Pio Monte Della Misericordia di Napoli.
Archi fu saccheggiata dai Turchi nel 1656, che risalirono il Sangro, nel 1859 durante le guerre d'Indipendenza, fu uno dei primi comuni a costituire la Guardia Nazionale contro il brigantaggio.
Nei primi anni della seconda guerra mondiale, tra il 1940 e 1943, Archi fu uno dei comuni dell'Abruzzo ad essere designato dalle autorità fasciste come luogo di internamento civile per profughi ebrei stranieri presenti in Italia. Dopo l'8 settembre 1943, i tedeschi occuparono il paese, installando il presidio militare nel castello medievale. Ciononostante, i 6 ex-internati riusciranno tutti a sfuggire alla cattura, fino a raggiungere le località già liberate dell'Italia meridionale. Quando infine giunsero gli alleati dell'VIII Armata di Montgomery sul Sangro, i tedeschi abbandonarono il paese minando il castello, e distruggendolo in gran parte.
Attualmente la parte bassa del Comune, di Piane d'Archi, si è notevolmente sviluppata al livello demografico ed industriale, essendo di più facile collegamento con il mare, la città di Lanciano, e la strada statale della Fondovalle Sangro.

### Simboli
Lo stemma del comune di Archi è stato concesso con decreto del presidente della Repubblica del 23 luglio 2004.
(D.P.R. 23.07.2004 concessione di stemma e gonfalone)
Il gonfalone è un drappo di giallo con la bordatura di rosso.

## Monumenti e luoghi d'interesse

### Architetture religiose

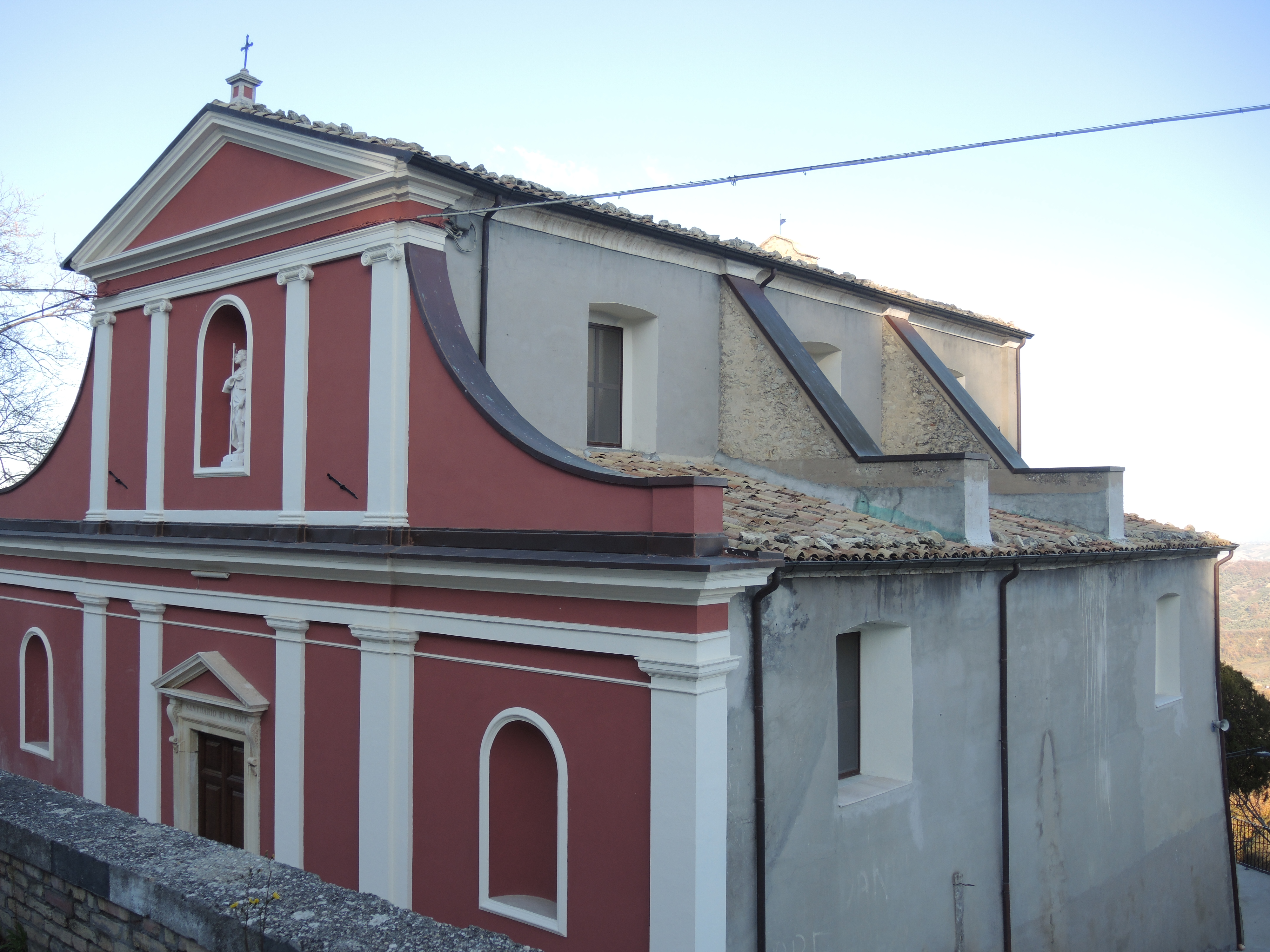
Santuario di San Rocco
Situato appena fuori dal centro storico del paese, in Via Eugenio Sirolli. La chiesa fu costruita sopra una cappella votiva nel XVI secolo, si presume in ringraziamento al santo per aver scongiurato la pestilenza. Negli anni venne ampliata, soprattutto nel XIX secolo a quanto pare dallo stile neoclassico della facciata, recentemente dipinta in rosso pompeiano, con le cromature in contrasto col bianco delle colonne e delle cornici delle aperture. La facciata si presenta a terminazione triangolare, scandita verticalmente in tre ordini da paraste ioniche e a capitello, con il blocco centrale più grande e innalzato, il che fa presagire che l'edificio interna sia scandito in tre navate.
La successione di archi ciechi, con la nicchia centrale con la statua di San Rocco di recente fattura è regolare, il portale invece ha timpano triangolare. L'interno è tardo barocco, decorato da intonaco giallo canarino con fasce a motivi vegetali, una cantoria che si trova sulla controfacciata, sovrastata da un ritratto di San Michele guerriero, successione di cappelle laterale sulle navate minori, e il capo altare a tabernacolo, con la nicchia grande con la statua del santo.
Chiesa parrocchiale di Santa Maria dell'Olmo
Nel centro del paese. Forse è stata costruita nel XVIII secolo.

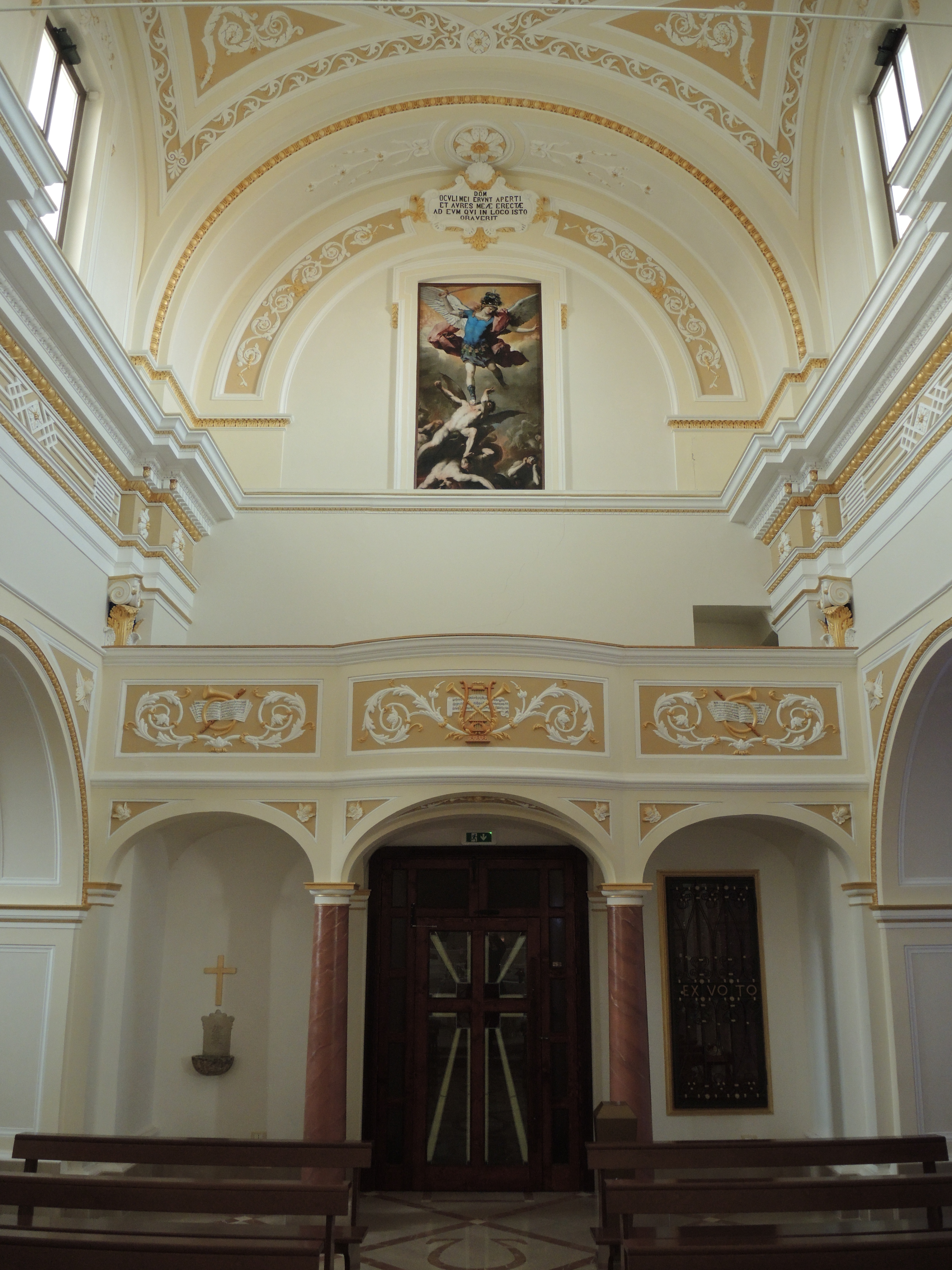
Interno della chiesa di San Rocco

La chiesa si presume realizzata nel XII-XIII secolo, anche se nel XVIII secolo dovette essere ricostruita quasi per intero, rispettando forse solo l'originario impianto a croce greca. L'ingresso alla chiesa avviene mediante un portale inquadrato da paraste, sovrastato da timpano curvilineo, al di sopra dell'alta trabeazione, in asse col portale, c'è una nicchia centrale incorniciata da paraste ioniche, e sovrastata da timpano triangolare spezzato. Analogamente un timpano curvilineo spezzato conclude la facciata in alto. La torre campanaria laterale è a quattro livello, divisi da cornici, di cui l'ultimo a pianta ottagonale, con i primi due livelli privi di aperture, mentre negli ultimi si aprono vani ad arco per alloggiarvi le campane; la torre termina con la cuspide barocca alla napoletana, ossia a cipolla.
L'edificio è realizzato in conci di pietra a vista, anche se dal secondo livello in poi il paramento è stato ricoperto da intonaco.
La facciata è scandita da paraste. Il portale è sormontato da un timpano curvilineo. La chiesa è realizzata in conci di pietre lavorate.
L'interno è a croce greca con una cupola all'incrocio delle due navate,, presso il presbiterio.
All'interno sono conservati una tavola raffigurante una Madonna dell'Olmo, una tavola raffigurante san Carlo Borromeo, un crocifisso ligneo di Gioacchino Pellicciotti di Perano e una tela che raffigura san Vitale di Felice Ciccarelli di Atessa. All'interno della chiesa è presente una cripta contenente una croce processionale della Chiesa ortodossa etiope.
Chiesa di San Giovanni Battista.
Attualmente è di proprietà comunale ed ospita incontri e convegni. Ha un'unica navata. Alcuni deterioramenti rendono parzialmente fatiscente la chiesa.
L'antica chiesa, attualmente sconsacrata, è di proprietà comunale, vi sono ospitati incontri e convegni culturali: l'edificio si trova presso via Castello, l'impianto a navata unica presenta un'originale facciata impostata su due ordini di pietra a faccia vista. Il paramento a vela del secondo ordine è costituito da un apparecchio murario, con terminazione a capanna e da quattro aperture di cui due tamponate. Complessivamente l'edificio conserva ancora i cornicioni tardo barocchi, l'esterno tuttavia non è intonacato.
Chiesa della Madonna del Rosario.
È realizzata in conci di pietra, affacciata nella parte Sud del paese, lungo via Castello. Il portale principale è ad arco ogivale. La facciata termina in alto con un timpano.
Chiesa del Santissimo Salvatore.
È di recente costruzione. È sita nella frazione del paese Piane d'Archi. La facciata termina a capanna. La torre campanaria è a base quadrangolare ed è unita alla chiesa da un passaggio. La chiesa è stata restaurata nel 2012-15, con la riverniciatura e l'abbellimento degli esterni e degli interni, creando un contrasto di mattoni rossi e intonaco bianco della facciata, abbellendo anche la torre campanaria, che prima constava di sole 2 campane della Fonderia Marinelli di Agnone, il concerto complessivo attuale è di 5 campane.
Chiesa di santa Caterina d'Alessandria.
È a navata unica, affacciata in Via Occidentale, presso il castello.  È verosimilmente seicentesca. L'interno non vi sono elementi decorativi di pregio. Recentemente è stata restaurata.
La chiesa ha navata unica, una retrostante sagrestia. Risale al XVII-XVIII secolo, usata come cappella gentilizia dei Baroni di Archi, data la vicinanza al palazzo nobile. L'interno è privo di elementi particolari decorativi, i restauri recenti hanno introdotto stucchi bianchi in corrispondenza della parete di fondo, e della volta a botte della navata. Lateralmente ilo presbiterio si accede a una piccola sagrestia che è un piccolo edificio annesso alla chiesa.

### Architetture civili

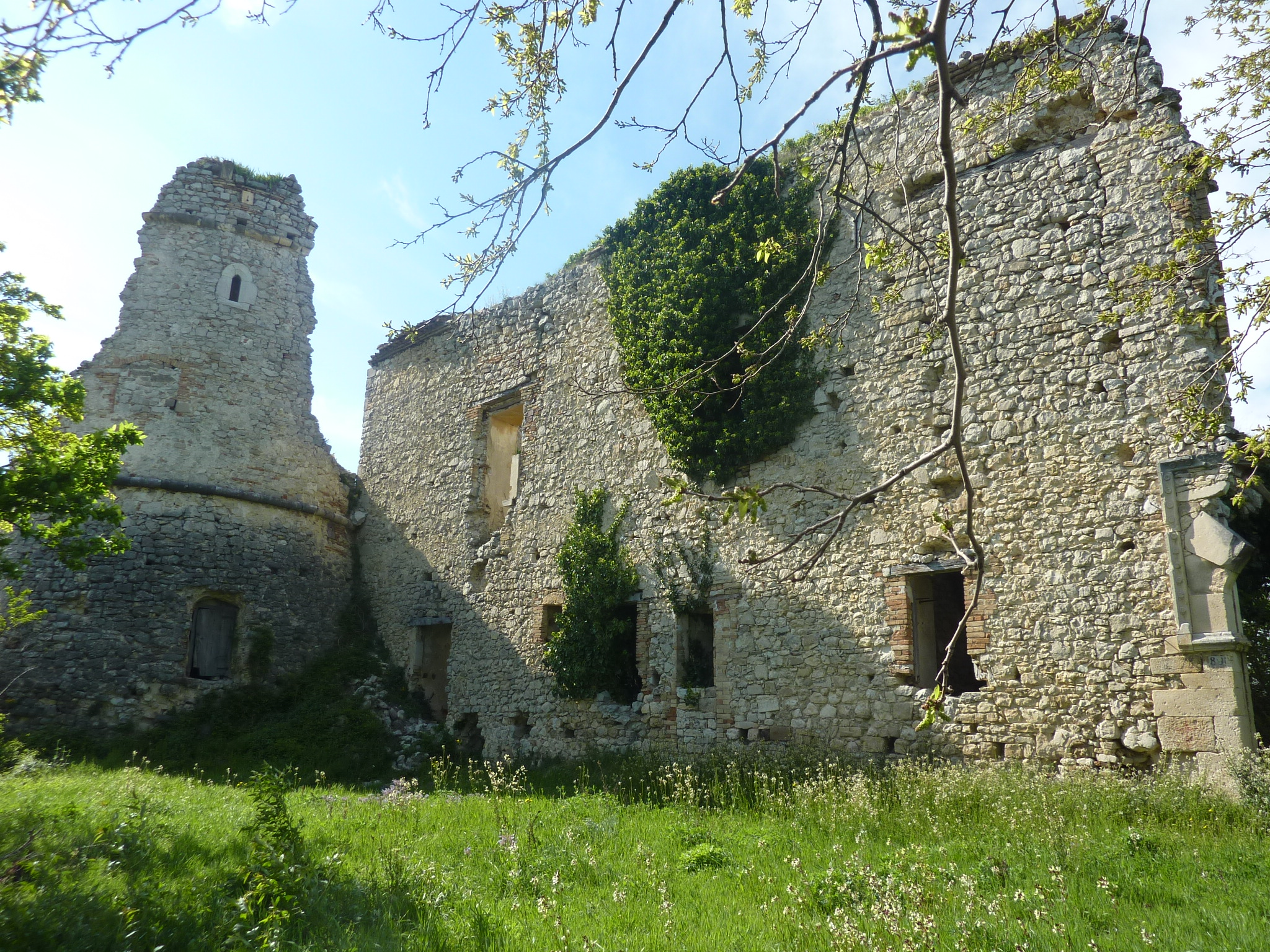
Resti del castello baronale

### Architetture civili[16]
Resti delle mura fortificate di cinta al borgo.
Viene detto anche percorso medioevale: include il camminatoio di Via Palazzo, via Civitella, Largo Santa Croce, Via Roma (con l'arco della porta di accesso, detta Porta Totoro), e via Sant'Angelo.
Trattasi di un tracciato del borgo medievale in cui tuttora si trovano dei palazzi abbandonati. Particolare è una torre con campana è orologio.
Palazzo baronale o Castello
È un palazzo fortificato (originariamente castello medievale) di forma quadrangolare con delle torri angolari e bastioni.
Si trova nel centro storico (Via Occidentale) in posizione dominante sull'abitato stesso.Alcuni elementi tra cui alcune mensole dei balconi danno un'idea che il palazzo sia antico.
È stato costruito con ciottoli di varia forma e dimensione e mattoni. Il portale ha un arco a tutto sesto in pietra, la cornice del coronamento è in laterizi lavorati.
Altri elementi di rilievo del palazzo sono: un balconcino realizzato in pietra con le sue sottomensole lapidee; gli archi che univano il palazzo di fronte che passano sopra la stradina laterale. Gli ultimi proprietari furono i Lannutti, da cui il nome del castello. Nella seconda guerra mondiale è stato un potente avamposto militare per i nazisti contro le operazioni degli alleati, ma successivamente, fu distrutto.
Palazzo Cieri
È un palazzo residenziale suddiviso in tre piani e sito in Largo Cieri. È adibito ad abitazione privata. Accanto vi è la porta Cieri..
Palazzo Angelucci-Cangiano
È un palazzo residenziale in muratura realizzato con pietre e cornici in laterizio. Il portale principale e contornato da mattoni che formano un bugnato.
Palazzo Pomilio
È un palazzo nobiliare realizzato in pietra suddiviso in 3 parti in cui l'ingresso si trova nella parte centrale. Il portale è attorniato da mattoni che formano un bugnato.
Al primo piano vi è un balcone tra due finestre.

#### Monumenti pubblici

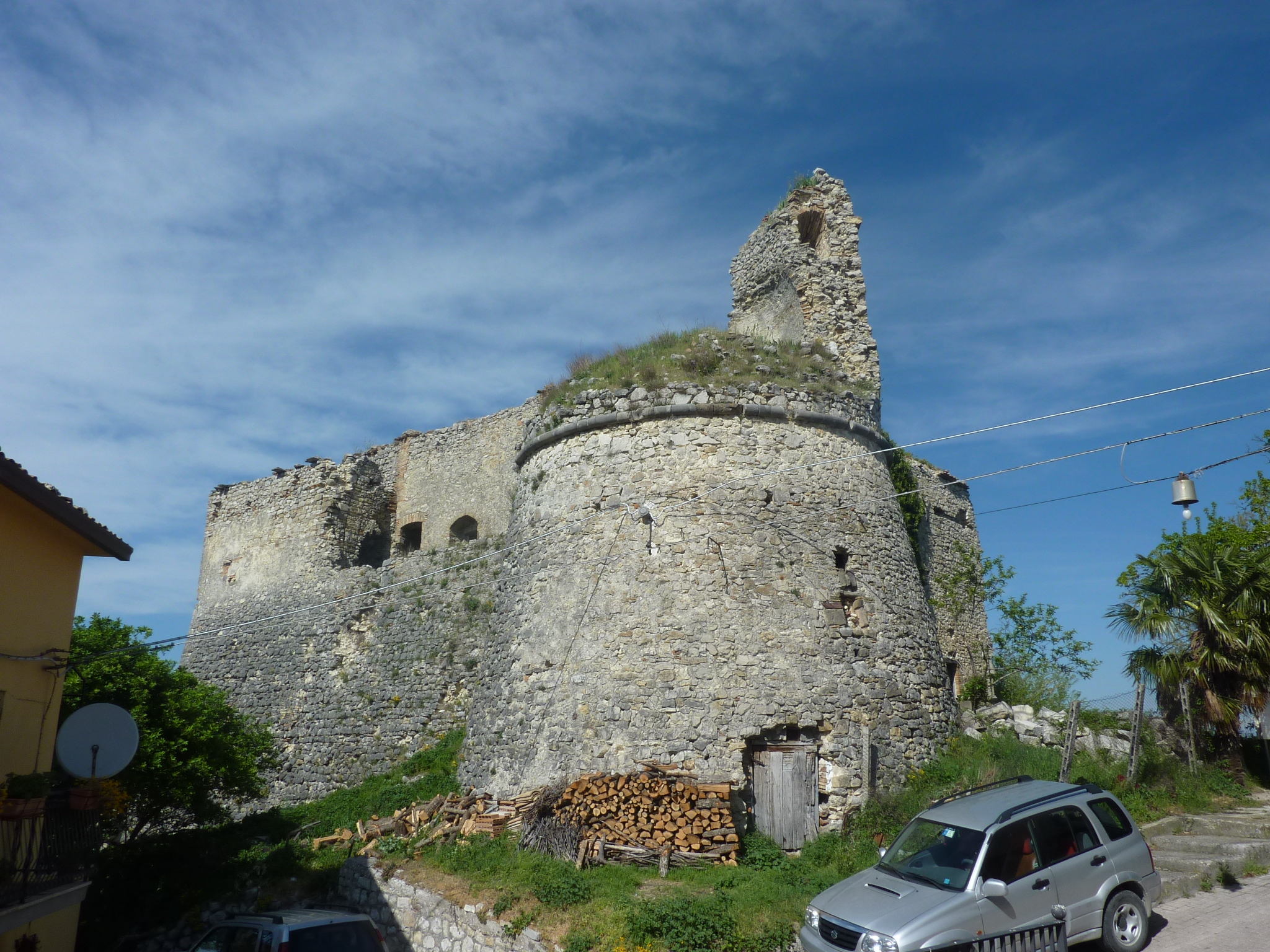
Torrione del castello

- La fontana monumentale:si trova in Largo Fontana, si divide in una vasca maggiore a pianta circolare con un fusto da cui sgorga l'acqua, e in un sottostante abbeveratoio e fonte per lavare i panni, con archi su muratura, affacciato su Via Orientale.
- Il monumento ai caduti delle guerre, opera dello sculture Guido Costanzo: si affaccia in Piazza Marconi, fu realizzato negli anni '20 come opera per commemorare i Caduti della Grande Guerra, successivamente alla lapide marmorea si aggiunsero i morti della seconda guerra mondiale. Sopra il blocco di marmo rettangolare si innalza la figura in bronzo di un soldato in atteggiamento pensoso.

#### Altro
- Largo fontana: dove si trova la fontana monumentale.
- Via Civitella: la parte alta orientale di Archi, che costeggia resti di mura medievali, e termina in Largo Castello.
- Via Palazzo: è il corso principale di Archi, che termina in Piazza Marconi.
- Arco Cieri: accesso da via Roma al centro storico, annesso al palazzo Cieri, faceva parte delle mura medievali, è un arco a tutto sesto, inglobato in un palazzo molto elevato, segno che è stato ricavato da un torrione di guardia.
- Torre dell'orologio: si affaccia su Largo Santa Croce, è stato ricavato nei primi anni del Novecento da un'ex chiesa, addossata alle mura medievali, come dimostra la parte basamentale contraffortata, a grossi blocchi di pietra squadrata. La torretta è stata ripristinata nel dopoguerra, in laterizio.
- Contrada Canala
- Contrada Salice
- Contrada Rongiuna
- Contrada Pianello
- Piane d'Archi: principale contrada di Archi, si estende sulla riva destra del fiume Sangro, ed è collegata dalla strada statale Fondovalle Sangro sino allo sbocco sulla Strada statale 16 Adriatica presso Torino di Sangro Mare. La contrada, esistente sin dal XVIII secolo con poche case pagliare in pietra di fiume, ancora in parte esistenti, si sviluppò nel secondo dopoguerra, divenendo più grande al livello abitativo di Archi stessa. La parrocchia è di San Salvatore; con le altre contrade di Perano Scalo, Piazzano d'Atessa, Quadroni, Selva d'Altino, forma un unico cordone demografico ed economico della Valle del Sangro.

### Siti archeologici
A Fonte Tasca c'è un insediamento abitativo che risale all'XI-VII secolo a.C. in piena età del bronzo.

### Aree naturali
- Un laghetto nei pressi dell'abitato - contrada Sant'Amico
- Il notevole patrimonio paesaggistico. Esistono dei sentieri si su percorsi naturali che sulla strada comunale, che conducono ai boschi di Vallaspra (territorio atessano), dove si trova il convento di San Pasquale, o a Vallecupa di Bomba, a Tornareccio, ai piedi del Monte Pallano, od a Bomba stessa.

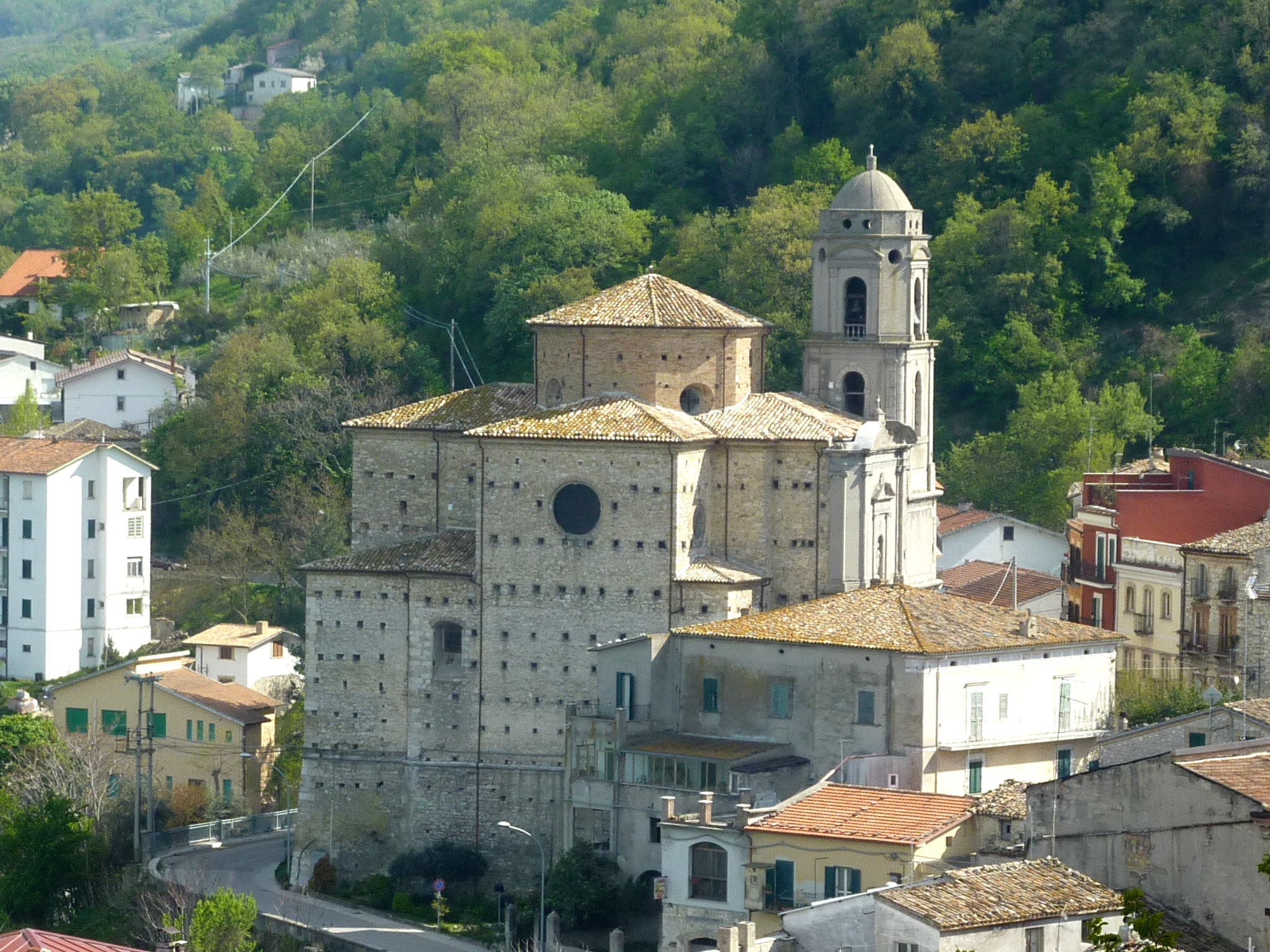
Chiesa di Santa Maria dell'Olmo
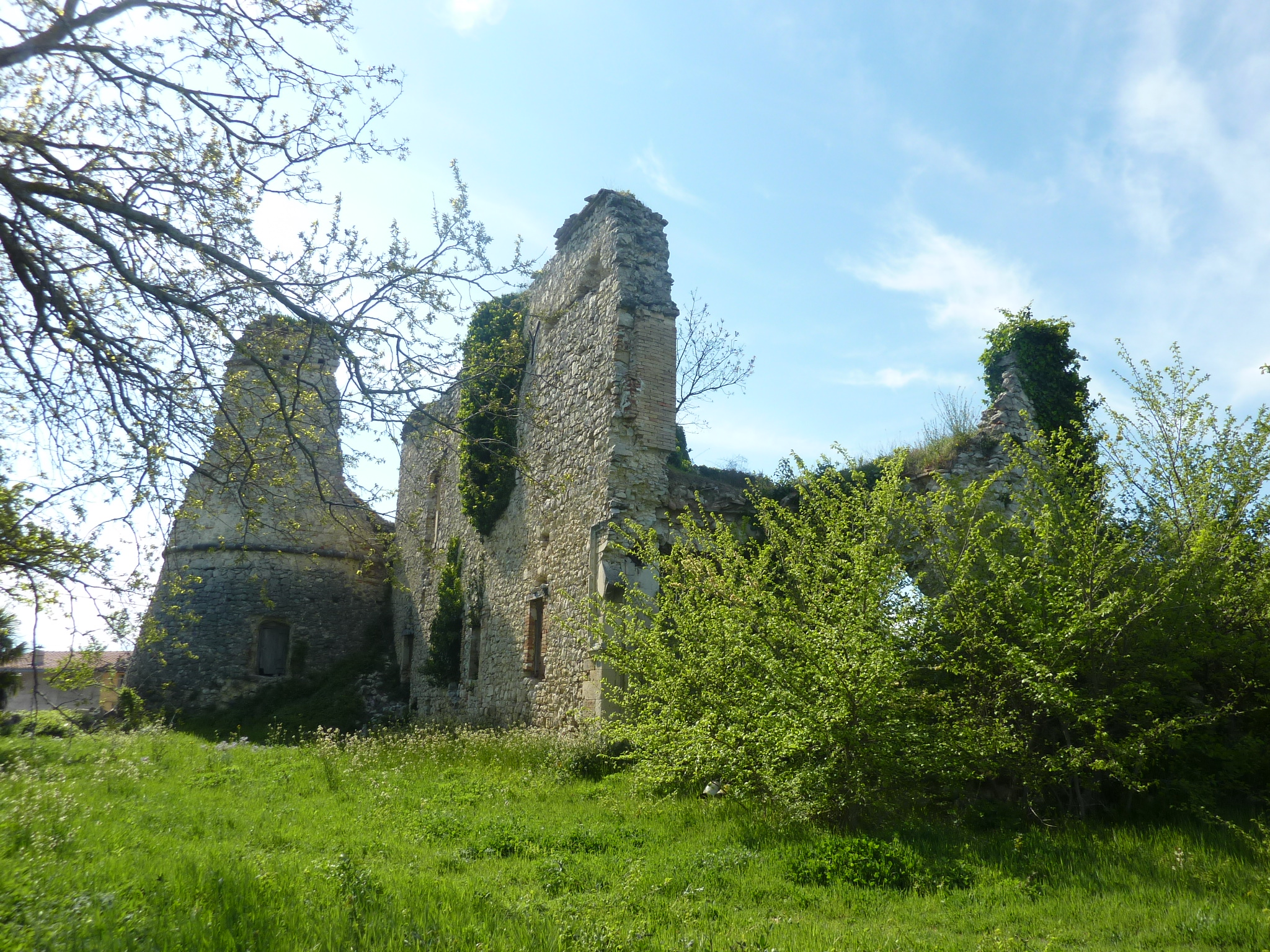
Castello

## Società

### Evoluzione demografica
Abitanti censiti

### Tradizioni e folclore
- 28 aprile: festa del santo patrono, san Vitale.
- 8 e 9 maggio: festa del santo protettore, San Nicola di Bari.
- 9 e 10 agosto: festa della Madonna di Costantinopoli e San Rocco.
- 8 dicembre: festa dell'Immacolata Concezione, celebrata dal 1854. La notte del 7 dicembre vengono incendiati cumuli di legna tra i vari quartieri e contrade. Raggiunta la mezzanotte, davanti alle porte di Santa Maria dell'Olmo si forma un corteo preceduto dalla banda che si sposta per le vie del paese mentre lo stornellatore compone una breve satira detta "buongiorno" di casa in casa.

## Infrastrutture e trasporti
Il comune di Archi è raggiungibile dall'Autostrada A14 Adriatica all'uscita Val Di Sangro, dalla Strada statale 652 di Fondo Valle Sangro o dalla Strada Provinciale 119.

## Amministrazione
| Periodo         | Periodo         | Primo cittadino     | Partito                            | Carica  | Note          |
| --------------- | --------------- | ------------------- | ---------------------------------- | ------- | ------------- |
| 6 giugno 1993   | 13 maggio 2001  | Marziale Marchetti  | Lista Civica                       | Sindaco | [ 23 ] [ 24 ] |
| 14 maggio 2001  | 15 maggio 2011  | Nicola Quadrini     | Lista Civica di Centro-sinistra    | Sindaco | [ 25 ] [ 26 ] |
| 16 maggio 2011  | 5 giugno 2016   | Silvia Spinelli     | Lista Civica Uniti per Archi       | Sindaco | [ 27 ]        |
| 6 giugno 2016   | 04 ottobre 2021 | Mario Marco Troilo  | Lista Civica Archi sei Tu          | Sindaco | [ 28 ]        |
| 14 ottobre 2021 | "in carica"     | De Laurentis Nicola | Lista Civica Il Paese Che Vogliamo | Sindaco | [ 29 ]        |